# 山本周五郎賞
山本周五郎賞（やまもとしゅうごろうしょう）は、日本の文学賞。

## 概要
主に大衆文学・時代小説の分野で昭和期に活躍した山本周五郎にちなみ、すぐれた物語性を有する小説・文芸書に贈られる文学賞である。主催は新潮文芸振興会、後援は新潮社。
長年にわたり新潮社が開催した日本文学大賞の後継イベントとして、純文学を主とする三島由紀夫賞とともに1988年に創設された。略称は主に「山本賞」や「山周賞」（「山本賞」という名称の賞は他のジャンルにも存在しているので区別するため）と呼ばれている。
選考対象は、前年4月から当年3月までに発表された小説とされているが、実際はその期間に発行された単行本が対象になることが大半である。
受賞は、選考委員（任期は4年）の合議によって決定され、年1回5月に発表される。受賞者には正賞として記念品、副賞として100万円（2024年現在）が授与される。
第4期までは選考会の全記録を文章化して、結果発表の場である『小説新潮』に掲載するなど、直木賞との違いを明確に打ち出していた（第5期から選考委員1人ずつの選評に変わったが、それでも他の雑誌と違い1人3ページずつと長めに掲載されている）。

## 受賞作一覧
年は発表年。

### 第1回から第10回
| 回（年）         | 賞   | 受賞・候補者 | 受賞・候補作               | 刊行                   |
| ---------------- | ---- | ------------ | -------------------------- | ---------------------- |
| 第1回（1988年）  | 受賞 | 山田太一     | 『異人たちとの夏』         | 1987年12月 新潮社      |
| 第1回（1988年）  | 候補 | 船戸与一     | 『猛き箱舟』               | 1987年4月 集英社       |
| 第1回（1988年）  | 候補 | 椎名誠       | 『菜の花物語』             | 1987年9月 集英社       |
| 第1回（1988年）  | 候補 | 干刈あがた   | 『黄色い髪』               | 1987年12月 朝日新聞社  |
| 第2回（1989年）  | 受賞 | 吉本ばなな   | 『TUGUMI つぐみ』          | 1989年3月 中央公論社   |
| 第2回（1989年）  | 候補 | 原尞         | 『そして夜は甦る』         | 1988年4月 早川書房     |
| 第2回（1989年）  | 候補 | 佐藤正午     | 『個人教授』               | 1988年12月 角川書店    |
| 第2回（1989年）  | 候補 | 久間十義     | 『聖マリア・らぷそでぃ』   | 1989年1月 河出書房新社 |
| 第2回（1989年）  | 候補 | 永倉万治     | 『みんなアフリカ』         | 1989年3月 講談社       |
| 第3回（1990年）  | 受賞 | 佐々木譲     | 『エトロフ発緊急電』       | 1989年10月 新潮社      |
| 第3回（1990年）  | 候補 | 原田宗典     | 『スメル男』               | 1989年4月 講談社       |
| 第3回（1990年）  | 候補 | 上野瞭       | 『アリスの穴の中で』       | 1989年8月 新潮社       |
| 第3回（1990年）  | 候補 | 伊集院静     | 『三年坂』                 | 1989年9月 講談社       |
| 第3回（1990年）  | 候補 | 山田正紀     | 『ゐのした時空大サーカス』 | 1989年10月 中央公論社  |
| 第3回（1990年）  | 候補 | 泡坂妻夫     | 『蔭桔梗』                 | 1990年2月 新潮社       |
| 第4回（1991年）  | 受賞 | 稲見一良     | 『ダック・コール』         | 1991年2月 早川書房     |
| 第4回（1991年）  | 候補 | 小池真理子   | 『無伴奏』                 | 1990年7月 集英社       |
| 第4回（1991年）  | 候補 | 宮城谷昌光   | 『天空の舟』               | 1990年7月 海越出版社   |
| 第4回（1991年）  | 候補 | 安部龍太郎   | 『血の日本史』             | 1990年12月 新潮社      |
| 第4回（1991年）  | 候補 | 中島らも     | 『今夜、すべてのバーで』   | 1991年3月 講談社       |
| 第5回（1992年）  | 受賞 | 船戸与一     | 『砂のクロニクル』         | 1991年11月 毎日新聞社  |
| 第5回（1992年）  | 候補 | 高村薫       | 『神の火』                 | 1991年8月 新潮社       |
| 第5回（1992年）  | 候補 | 伊集院静     | 『海峡』                   | 1991年10月 新潮社      |
| 第5回（1992年）  | 候補 | 中村隆資     | 『地蔵記』                 | 1992年3月 文藝春秋     |
| 第6回（1993年）  | 受賞 | 宮部みゆき   | 『火車』                   | 1992年7月 双葉社       |
| 第6回（1993年）  | 候補 | 池宮彰一郎   | 『四十七人の刺客』         | 1992年9月 新潮社       |
| 第6回（1993年）  | 候補 | 高村薫       | 『リヴィエラを撃て』       | 1992年10月 新潮社      |
| 第6回（1993年）  | 候補 | 中島らも     | 『ガダラの豚』             | 1993年3月 実業之日本社 |
| 第7回（1994年）  | 受賞 | 久世光彦     | 『一九三四年冬―乱歩』      | 1993年12月 集英社      |
| 第7回（1994年）  | 候補 | 坂東眞砂子   | 『狗神』                   | 1993年11月 角川書店    |
| 第7回（1994年）  | 候補 | 海老沢泰久   | 『帰郷』                   | 1994年3月 文藝春秋     |
| 第7回（1994年）  | 候補 | 安部龍太郎   | 『彷徨える帝』             | 1994年3月 新潮社       |
| 第8回（1995年）  | 受賞 | 帚木蓬生     | 『閉鎖病棟』               | 1994年4月 新潮社       |
| 第8回（1995年）  | 候補 | 篠田節子     | 『聖域』                   | 1994年4月 講談社       |
| 第8回（1995年）  | 候補 | 高橋直樹     | 『闇の松明』               | 1994年7月 文藝春秋     |
| 第8回（1995年）  | 候補 | 藤田宜永     | 『鋼鉄の騎士』             | 1994年11月 新潮社      |
| 第8回（1995年）  | 候補 | 重松清       | 『見張り塔から ずっと』    | 1995年1月 角川書店     |
| 第9回（1996年）  | 受賞 | 天童荒太     | 『家族狩り』               | 1995年11月 新潮社      |
| 第9回（1996年）  | 候補 | 佐江衆一     | 『江戸職人綺譚』           | 1995年9月 新潮社       |
| 第9回（1996年）  | 候補 | 京極夏彦     | 『鉄鼠の檻』               | 1996年1月 講談社       |
| 第9回（1996年）  | 候補 | 志水辰夫     | 『あした蜉蝣の旅』         | 1996年2月 毎日新聞社   |
| 第10回（1997年） | 受賞 | 真保裕一     | 『奪取』                   | 1996年8月 講談社       |
| 第10回（1997年） | 受賞 | 篠田節子     | 『ゴサインタン 神の座』    | 1996年9月 双葉社       |
| 第10回（1997年） | 候補 | 安部龍太郎   | 『関ケ原連判状』           | 1996年10月 新潮社      |
| 第10回（1997年） | 候補 | 江國香織     | 『落下する夕方』           | 1996年10月 角川書店    |
| 第10回（1997年） | 候補 | 玉岡かおる   | 『をんな紋 まろびだす川』  | 1997年2月 角川書店     |

### 第11回から第20回
| 回（年）         | 賞   | 受賞・候補者 | 受賞・候補作                             | 刊行                   |
| ---------------- | ---- | ------------ | ---------------------------------------- | ---------------------- |
| 第11回（1998年） | 受賞 | 梁石日       | 『血と骨』                               | 1998年2月 幻冬舎       |
| 第11回（1998年） | 候補 | 東郷隆       | 『そは何者』                             | 1997年5月 文藝春秋     |
| 第11回（1998年） | 候補 | 花村萬月     | 『鬱』                                   | 1997年7月 双葉社       |
| 第11回（1998年） | 候補 | 佐藤多佳子   | 『しゃべれども しゃべれども』            | 1997年8月 新潮社       |
| 第11回（1998年） | 候補 | 重松清       | 『ナイフ』                               | 1997年11月 新潮社      |
| 第11回（1998年） | 候補 | 瀬名秀明     | 『BRAIN VALLEY』                         | 1997年12月 角川書店    |
| 第12回（1999年） | 受賞 | 重松清       | 『エイジ』                               | 1999年2月 朝日新聞社   |
| 第12回（1999年） | 候補 | 小野不由美   | 『屍鬼』                                 | 1998年9月 新潮社       |
| 第12回（1999年） | 候補 | 山本文緒     | 『恋愛中毒』                             | 1998年11月 角川書店    |
| 第12回（1999年） | 候補 | 新井素子     | 『チグリスとユーフラテス』               | 1999年2月 集英社       |
| 第13回（2000年） | 受賞 | 岩井志麻子   | 『ぼっけえ、きょうてえ』                 | 1999年10月 角川書店    |
| 第13回（2000年） | 候補 | 江國香織     | 『神様のボート』                         | 1999年7月 新潮社       |
| 第13回（2000年） | 候補 | 貴志祐介     | 『青の炎』                               | 1999年10月 角川書店    |
| 第13回（2000年） | 候補 | 山本文緒     | 『落花流水』                             | 1999年10月 集英社      |
| 第13回（2000年） | 候補 | 諸田玲子     | 『幽恋舟』                               | 2000年1月 新潮社       |
| 第14回（2001年） | 受賞 | 乙川優三郎   | 『五年の梅』                             | 2000年8月 新潮社       |
| 第14回（2001年） | 受賞 | 中山可穂     | 『白い薔薇の淵まで』                     | 2001年2月 集英社       |
| 第14回（2001年） | 候補 | 恩田陸       | 『ライオンハート』                       | 2000年12月 新潮社      |
| 第14回（2001年） | 候補 | 白川道       | 『天国への階段』                         | 2001年3月 幻冬舎       |
| 第15回（2002年） | 受賞 | 吉田修一     | 『パレード』                             | 2002年2月 幻冬舎       |
| 第15回（2002年） | 受賞 | 江國香織     | 『泳ぐのに、安全でも適切でもありません』 | 2002年3月 ホーム社     |
| 第15回（2002年） | 候補 | 馳星周       | 『ダーク・ムーン』                       | 2001年11月 集英社      |
| 第15回（2002年） | 候補 | 諸田玲子     | 『源内狂恋』                             | 2002年1月 新潮社       |
| 第15回（2002年） | 候補 | 宇月原晴明   | 『聚楽 太閤の錬金窟』                    | 2002年1月 新潮社       |
| 第16回（2003年） | 受賞 | 京極夏彦     | 『覘き小平次』                           | 2002年9月 中央公論新社 |
| 第16回（2003年） | 候補 | 古処誠二     | 『ルール』                               | 2002年4月 集英社       |
| 第16回（2003年） | 候補 | 荻原浩       | 『コールドゲーム』                       | 2002年9月 講談社       |
| 第16回（2003年） | 候補 | 佐藤多佳子   | 『黄色い目の魚』                         | 2002年10月 新潮社      |
| 第16回（2003年） | 候補 | 横山秀夫     | 『第三の時効』                           | 2003年2月 集英社       |
| 第16回（2003年） | 候補 | 宇江佐真理   | 『あやめ横丁の人々』                     | 2003年3月 講談社       |
| 第17回（2004年） | 受賞 | 熊谷達也     | 『邂逅の森』                             | 2004年1月 文藝春秋     |
| 第17回（2004年） | 候補 | 乙一         | 『ZOO』                                  | 2003年6月 集英社       |
| 第17回（2004年） | 候補 | 横山秀夫     | 『クライマーズ・ハイ』                   | 2003年8月 文藝春秋     |
| 第17回（2004年） | 候補 | 古処誠二     | 『接近』                                 | 2003年11月 新潮社      |
| 第17回（2004年） | 候補 | 梨木香歩     | 『家守綺譚』                             | 2004年1月 新潮社       |
| 第18回（2005年） | 受賞 | 荻原浩       | 『明日の記憶』                           | 2004年10月 光文社      |
| 第18回（2005年） | 受賞 | 垣根涼介     | 『君たちに明日はない』                   | 2005年3月 新潮社       |
| 第18回（2005年） | 候補 | 伊坂幸太郎   | 『チルドレン』                           | 2004年5月 講談社       |
| 第18回（2005年） | 候補 | 三浦しをん   | 『私が語りはじめた彼は』                 | 2004年5月 新潮社       |
| 第18回（2005年） | 候補 | 島本理生     | 『ナラタージュ』                         | 2005年2月 角川書店     |
| 第19回（2006年） | 受賞 | 宇月原晴明   | 『安徳天皇漂海記』                       | 2006年2月 中央公論新社 |
| 第19回（2006年） | 候補 | 橘玲         | 『永遠の旅行者』                         | 2005年7月 幻冬舎       |
| 第19回（2006年） | 候補 | 阿川佐和子   | 『スープ・オペラ』                       | 2005年11月 新潮社      |
| 第19回（2006年） | 候補 | 福井晴敏     | 『Op.ローズダスト』                      | 2006年3月 文藝春秋     |
| 第19回（2006年） | 候補 | 伊坂幸太郎   | 『終末のフール』                         | 2006年3月 集英社       |
| 第20回（2007年） | 受賞 | 恩田陸       | 『中庭の出来事』                         | 2006年11月 新潮社      |
| 第20回（2007年） | 受賞 | 森見登美彦   | 『夜は短し歩けよ乙女』                   | 2006年11月 角川書店    |
| 第20回（2007年） | 候補 | 恒川光太郎   | 『雷の季節の終わりに』                   | 2006年10月 角川書店    |
| 第20回（2007年） | 候補 | 伊坂幸太郎   | 『フィッシュストーリー』                 | 2007年1月 新潮社       |
| 第20回（2007年） | 候補 | 楡周平       | 『陪審法廷』                             | 2007年3月 講談社       |

### 第21回から第30回
| 回（年）         | 賞   | 受賞・候補者 | 受賞・候補作                         | 刊行                   |
| ---------------- | ---- | ------------ | ------------------------------------ | ---------------------- |
| 第21回（2008年） | 受賞 | 今野敏       | 『果断 隠蔽捜査2』                   | 2007年4月 新潮社       |
| 第21回（2008年） | 受賞 | 伊坂幸太郎   | 『ゴールデンスランバー』             | 2007年11月 新潮社      |
| 第21回（2008年） | 候補 | 海堂尊       | 『ブラックペアン1988』               | 2007年9月 講談社       |
| 第21回（2008年） | 候補 | 北重人       | 『月芝居』                           | 2007年12月 文藝春秋    |
| 第21回（2008年） | 候補 | 道尾秀介     | 『ラットマン』                       | 2008年1月 光文社       |
| 第22回（2009年） | 受賞 | 白石一文     | 『この胸に深々と突き刺さる矢を抜け』 | 2009年1月 講談社       |
| 第22回（2009年） | 候補 | 池井戸潤     | 『オレたち花のバブル組』             | 2008年6月 文藝春秋     |
| 第22回（2009年） | 候補 | 恒川光太郎   | 『草祭』                             | 2008年11月 新潮社      |
| 第22回（2009年） | 候補 | 葉室麟       | 『秋月記』                           | 2009年1月 角川書店     |
| 第22回（2009年） | 候補 | 道尾秀介     | 『鬼の跫音』                         | 2009年1月 角川書店     |
| 第22回（2009年） | 候補 | 橋本紡       | 『もうすぐ』                         | 2009年3月 新潮社       |
| 第23回（2010年） | 受賞 | 貫井徳郎     | 『後悔と真実の色』                   | 2009年10月 幻冬舎      |
| 第23回（2010年） | 受賞 | 道尾秀介     | 『光媒の花』                         | 2010年3月 集英社       |
| 第23回（2010年） | 候補 | 本多孝好     | 『WILL』                             | 2009年10月 集英社      |
| 第23回（2010年） | 候補 | 和田竜       | 『小太郎の左腕』                     | 2009年10月 小学館      |
| 第23回（2010年） | 候補 | 海堂尊       | 『マドンナ・ヴェルデ』               | 2010年3月 新潮社       |
| 第24回（2011年） | 受賞 | 窪美澄       | 『ふがいない僕は空を見た』           | 2010年7月 新潮社       |
| 第24回（2011年） | 候補 | 池井戸潤     | 『下町ロケット』                     | 2010年11月 小学館      |
| 第24回（2011年） | 候補 | 米澤穂信     | 『折れた竜骨』                       | 2010年11月 東京創元社  |
| 第24回（2011年） | 候補 | 樋口毅宏     | 『民宿雪国』                         | 2010年12月 祥伝社      |
| 第24回（2011年） | 候補 | 辻村深月     | 『本日は大安なり』                   | 2011年2月 角川書店     |
| 第24回（2011年） | 候補 | 畠中恵       | 『ちょちょら』                       | 2011年3月 新潮社       |
| 第25回（2012年） | 受賞 | 原田マハ     | 『楽園のカンヴァス』                 | 2012年1月 新潮社       |
| 第25回（2012年） | 候補 | 辻村深月     | 『オーダーメイド殺人クラブ』         | 2011年5月 集英社       |
| 第25回（2012年） | 候補 | 恒川光太郎   | 『金色の獣、彼方に向かう』           | 2011年11月 双葉社      |
| 第25回（2012年） | 候補 | 柚月裕子     | 『検事の本懐』                       | 2011年11月 宝島社      |
| 第26回（2013年） | 受賞 | 小野不由美   | 『残穢』                             | 2012年7月 新潮社       |
| 第26回（2013年） | 候補 | 山田宗樹     | 『百年法』                           | 2012年7月 角川書店     |
| 第26回（2013年） | 候補 | 湊かなえ     | 『母性』                             | 2012年10月 新潮社      |
| 第26回（2013年） | 候補 | 有川浩       | 『旅猫リポート』                     | 2012年11月 文藝春秋    |
| 第26回（2013年） | 候補 | 相場英雄     | 『血の轍』                           | 2013年1月 幻冬舎       |
| 第27回（2014年） | 受賞 | 米澤穂信     | 『満願』                             | 2014年3月 新潮社       |
| 第27回（2014年） | 候補 | 木皿泉       | 『昨夜のカレー、明日のパン』         | 2013年4月 河出書房新社 |
| 第27回（2014年） | 候補 | 中脇初枝     | 『わたしをみつけて』                 | 2013年7月 ポプラ社     |
| 第27回（2014年） | 候補 | 和田竜       | 『村上海賊の娘』                     | 2013年10月 新潮社      |
| 第27回（2014年） | 候補 | 伊吹有喜     | 『ミッドナイト・バス』               | 2014年1月 文藝春秋     |
| 第28回（2015年） | 受賞 | 柚木麻子     | 『ナイルパーチの女子会』             | 2015年3月 文藝春秋     |
| 第28回（2015年） | 候補 | 真梨幸子     | 『人生相談。』                       | 2014年4月 講談社       |
| 第28回（2015年） | 候補 | 早見和真     | 『イノセント・デイズ』               | 2014年8月 新潮社       |
| 第28回（2015年） | 候補 | 湊かなえ     | 『絶唱』                             | 2015年1月 新潮社       |
| 第28回（2015年） | 候補 | 西川美和     | 『永い言い訳』                       | 2015年2月 文藝春秋     |
| 第29回（2016年） | 受賞 | 湊かなえ     | 『ユートピア』                       | 2015年11月 集英社      |
| 第29回（2016年） | 候補 | 中田永一     | 『私は存在が空気』                   | 2015年12月 祥伝社      |
| 第29回（2016年） | 候補 | 相場英雄     | 『ガラパゴス』                       | 2016年1月 小学館       |
| 第29回（2016年） | 候補 | 宮内悠介     | 『アメリカ最後の実験』               | 2016年1月 新潮社       |
| 第29回（2016年） | 候補 | 押切もえ     | 『永遠とは違う一日』                 | 2016年2月 新潮社       |
| 第30回（2017年） | 受賞 | 佐藤多佳子   | 『明るい夜に出かけて』               | 2016年9月 新潮社       |
| 第30回（2017年） | 候補 | 澤村伊智     | 『ずうのめ人形』                     | 2016年7月 KADOKAWA     |
| 第30回（2017年） | 候補 | 朝倉かすみ   | 『満潮』                             | 2016年12月 光文社      |
| 第30回（2017年） | 候補 | 相場英雄     | 『不発弾』                           | 2017年2月 新潮社       |
| 第30回（2017年） | 候補 | 木下昌輝     | 『敵の名は、宮本武蔵』               | 2017年2月 KADOKAWA     |

### 第31回から第40回
| 回（年）         | 賞   | 受賞・候補者 | 受賞・候補作                         | 刊行                   |
| ---------------- | ---- | ------------ | ------------------------------------ | ---------------------- |
| 第31回（2018年） | 受賞 | 小川哲       | 『ゲームの王国』                     | 2017年8月 早川書房     |
| 第31回（2018年） | 候補 | 呉勝浩       | 『ライオン・ブルー』                 | 2017年4月 KADOKAWA     |
| 第31回（2018年） | 候補 | 万城目学     | 『パーマネント神喜劇』               | 2017年6月 新潮社       |
| 第31回（2018年） | 候補 | 月村了衛     | 『機龍警察 狼眼殺手』                | 2017年9月 早川書房     |
| 第31回（2018年） | 候補 | 瀬尾まいこ   | 『そして、バトンは渡された』         | 2018年2月 文藝春秋     |
| 第32回（2019年） | 受賞 | 朝倉かすみ   | 『平場の月』                         | 2018年12月 光文社      |
| 第32回（2019年） | 候補 | 芦沢央       | 『火のないところに煙は』             | 2018年6月 新潮社       |
| 第32回（2019年） | 候補 | 赤松利市     | 『鯖』                               | 2018年7月 徳間書店     |
| 第32回（2019年） | 候補 | 木皿泉       | 『カゲロボ』                         | 2019年3月 新潮社       |
| 第32回（2019年） | 候補 | 澤田瞳子     | 『落花』                             | 2019年3月 中央公論新社 |
| 第33回（2020年） | 受賞 | 早見和真     | 『ザ・ロイヤルファミリー』           | 2019年10月 新潮社      |
| 第33回（2020年） | 候補 | 寺地はるな   | 『夜が暗いとはかぎらない』           | 2019年4月 ポプラ社     |
| 第33回（2020年） | 候補 | 赤松利市     | 『ボダ子』                           | 2019年4月 新潮社       |
| 第33回（2020年） | 候補 | 宇佐美まこと | 『展望塔のラプンツェル』             | 2019年9月 光文社       |
| 第33回（2020年） | 候補 | 柚月裕子     | 『暴虎の牙』                         | 2020年3月 角川書店     |
| 第34回（2021年） | 受賞 | 佐藤究       | 『テスカトリポカ』                   | 2021年2月 KADOKAWA     |
| 第34回（2021年） | 候補 | 伊吹有喜     | 『犬がいた季節』                     | 2020年10月 双葉社      |
| 第34回（2021年） | 候補 | 伊与原新     | 『八月の銀の雪』                     | 2020年10月 新潮社      |
| 第34回（2021年） | 候補 | 小川糸       | 『とわの庭』                         | 2020年10月 新潮社      |
| 第34回（2021年） | 候補 | 砂原浩太朗   | 『高瀬庄左衛門御留書』               | 2021年1月 講談社       |
| 第35回（2022年） | 受賞 | 砂原浩太朗   | 『黛家の兄弟』                       | 2022年1月 講談社       |
| 第35回（2022年） | 候補 | 吉川トリコ   | 『余命一年、男をかう』               | 2021年7月 講談社       |
| 第35回（2022年） | 候補 | 葉真中顕     | 『灼熱』                             | 2021年9月 新潮社       |
| 第35回（2022年） | 候補 | 一穂ミチ     | 『砂嵐に星屑』                       | 2022年2月 幻冬舎       |
| 第35回（2022年） | 候補 | 一條次郎     | 『チェレンコフの眠り』               | 2022年2月 新潮社       |
| 第36回（2023年） | 受賞 | 永井紗耶子   | 『木挽町のあだ討ち』                 | 2023年1月 新潮社       |
| 第36回（2023年） | 候補 | 浅倉秋成     | 『俺ではない炎上』                   | 2022年5月 双葉社       |
| 第36回（2023年） | 候補 | 荻堂顕       | 『ループ・オブ・ザ・コード』         | 2022年8月 新潮社       |
| 第36回（2023年） | 候補 | 岩井圭也     | 『完全なる白銀』                     | 2023年2月 小学館       |
| 第36回（2023年） | 候補 | 吉川トリコ   | 『あわのまにまに』                   | 2023年2月 KADOKAWA     |
| 第37回（2024年） | 受賞 | 青崎有吾     | 『地雷グリコ』                       | 2023年11月 KADOKAWA    |
| 第37回（2024年） | 候補 | 小田雅久仁   | 『禍』                               | 2023年7月 新潮社       |
| 第37回（2024年） | 候補 | 寺地はるな   | 『こまどりたちが歌うなら』           | 2024年3月 集英社       |
| 第37回（2024年） | 候補 | 葉真中顕     | 『鼓動』                             | 2024年3月 光文社       |
| 第38回（2025年） | 受賞 | 新川帆立     | 『女の国会』                         | 2024年4月 幻冬舎       |
| 第38回（2025年） | 候補 | 河野裕       | 『彗星を追うヴァンパイア』           | 2024年8月 KADOKAWA     |
| 第38回（2025年） | 候補 | 月村了衛     | 『虚の伽藍』                         | 2024年10月 新潮社      |
| 第38回（2025年） | 候補 | 高瀬乃一     | 『梅の実るまで―茅野淳之介幕末日乗―』 | 2025年1月 新潮社       |
| 第38回（2025年） | 候補 | 逢坂冬馬     | 『ブレイクショットの軌跡』           | 2025年3月 早川書房     |

## 選考委員
- 第1期（第1回 - 第4回）：井上ひさし、田辺聖子、野坂昭如、藤沢周平、山口瞳
- 第2期（第5回 - 第8回）：井上ひさし、阿刀田高、逢坂剛、長部日出雄、山田太一
- 第3期（第9回 - 第12回）：同上
- 第4期（第13回 - 第16回）：北原亞以子、久世光彦、長部日出雄、花村萬月、山田詠美
- 第5期（第17回 - 第20回）：浅田次郎、北村薫、小池真理子、重松清、篠田節子
- 第6期（第21回 - 第24回）：同上
- 第7期（第25回 - 第28回）：石田衣良、角田光代、佐々木譲、白石一文、唯川恵
- 第8期（第29回 - 第32回）：同上(第30回からは白石の代わりに荻原浩が務める)
- 第9期（第33回 - 第36回）:伊坂幸太郎、今野敏、江國香織、荻原浩、三浦しをん
- 第10期（第37回 - ）:同上（荻原の代わりに小川哲が務める）